# Micheline (transport)
Pour les articles homonymes, voir Micheline.
Une micheline est un autorail léger, dont les roues sont équipées de pneus spéciaux, mis au point par la société Michelin dans les années 1930.
Par extension, d'autres autorails ont ensuite été familièrement désignés — à tort — par le mot « micheline ».

## Le pneu-rail

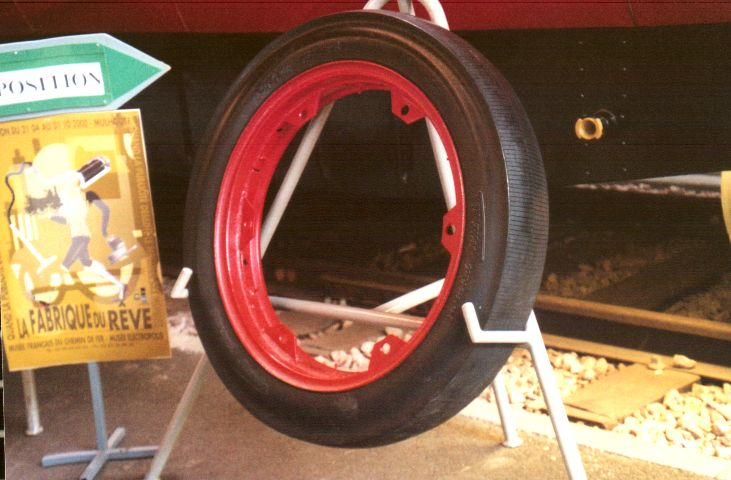
Roue pour autorail Bugatti à pneus Michelin.

Dans les années 1930, André Michelin avait pour objectif d'améliorer le confort des trains de voyageurs. Pour ce faire il mit au point un pneumatique creux spécial, capable de rouler sur la surface de roulement réduite offerte par le champignon d'un rail, de franchir les aiguillages et aussi capable de résister à la charge de véhicules ferroviaires. Ce pneurail, dont la première version a été brevetée en 1929, sera par la suite réalisé avec une structure métallique plus résistante.
Avec le pneurail, le pneumatique assure les fonctions de traction et de freinage et un boudin métallique solidaire de la jante permet le guidage de la roue sur le rail. Par rapport aux roues à bandage d'acier, le pneurail offrait une adhérence et un confort accrus mais au prix d'une charge à l'essieu limitée. Pour outrepasser cette restriction, il fallut multiplier le nombre de roues et construire des véhicules plus légers, en utilisant des techniques venues de l'aviation comme l'emploi de duralium riveté pour leurs caisses.

## Historique

### Prototypes

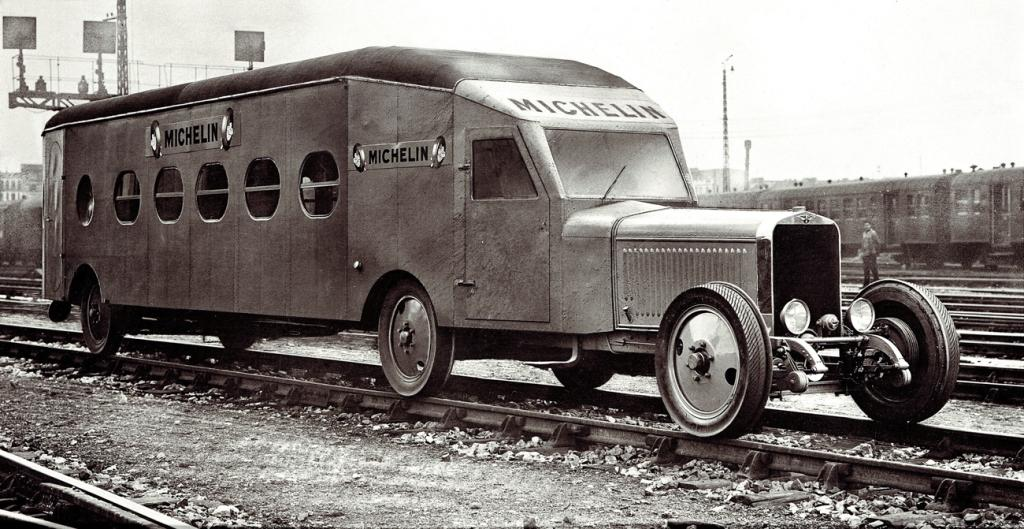
Prototype Micheline type 5 qui le 10 septembre 1931 a effectué Paris - Deauville en (à 107 km/h de moyenne) battant de 32 minutes le train rapide de luxe.

Le premier prototype « type 1 » fut développé en 1929. En 1931, le type 5 fut le premier prototype de micheline présenté aux compagnies ferroviaires. Pour assurer la promotion de son invention, Marcel Michelin, le fils d'André Michelin, organisa une démonstration le 10 septembre 1931. Pour l'occasion, il convia André Citroën et son épouse, le directeur du réseau de l'État, quelques officiels et des journalistes. À 12 h 44, soit 2 h 14 min après son départ, la Micheline entra en gare de Deauville. Partie à 10 h 30 pour un aller et retour entre Paris Saint-Lazare et Deauville, elle parcourut au retour la distance de 219,2 km qui sépare les deux gares en 2 h 3 min, soit une vitesse moyenne de 107 km/h avec des pointes à 130 km/h. Cette vitesse élevée pour l'époque assura une large publicité au procédé.

### Micheline type 11

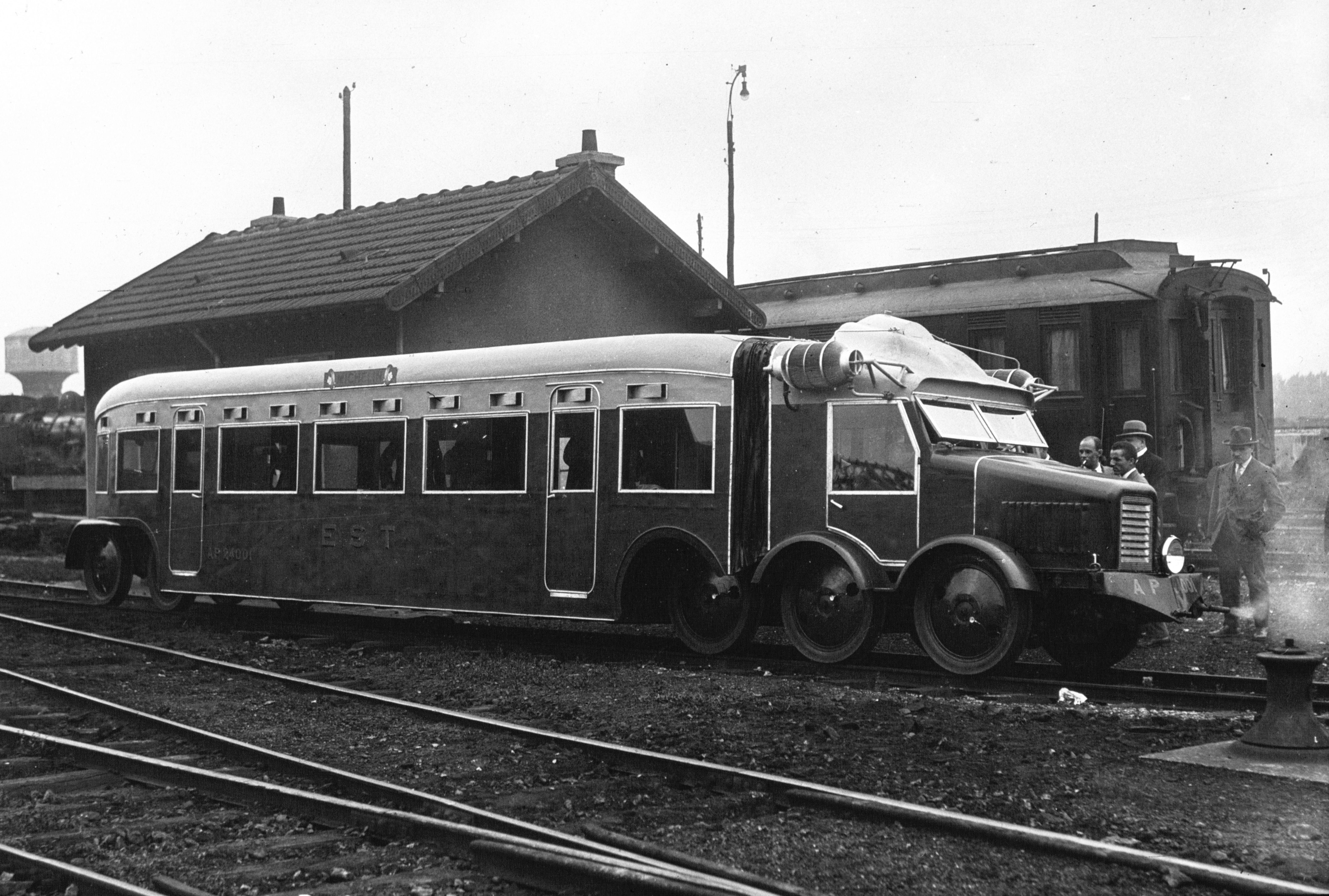
Première Micheline opérationnelle (type 11 de 1932) avec l'apparence d'un petit autocar, doté d'une semi-remorque.

En 1932, fut mise en service la « micheline 24 places », baptisée type 11, dont onze exemplaires furent fabriqués. Très similaire à un véhicule routier, elle était composée d'un tracteur à trois essieux (essieu moteur central) et d'une semi-remorque équipée d'un bogie à deux essieux à l'arrière. La caisse de la remorque était à ossature en aluminium revêtue de contreplaqué. Comme elles n'avaient qu'un poste de conduite à l'avant, il était nécessaire de les retourner en fin de parcours. Les premières furent mises en service par la compagnie des chemins de fer de l'Est le 21 mars 1932 sur la ligne Charleville-Givet. Ces autorails furent retirés de la circulation en 1939.

### Micheline type 16
En 1933, fut mise en service la Type 16 de 36 places assises, d'un type ferroviaire plus classique, munie de deux bogies de trois essieux et équipée d'un poste de conduite surélevé au-dessus du toit, qui la rendait réversible. Elle pouvait être utilisée en couplage. Sa vitesse maximale était de 90 km/h. Le moteur à essence était un Hispano de 12 cylindres en V de 220 ch à 3 000 tr/min. Le poids à vide en ordre de marche était de 8 tonnes, la charge normale de 4 tonnes. La forte adhérence du pneu sur le rail permettait des accélérations et des freinages spectaculaires, d'où l'intérêt pour des services à arrêts fréquents. Lancé à 90 km/h l'engin s'arrêtait en une quarantaine de mètres. 26 michelines de 36 places type 16 seront construites en 1934 et 1935. L'État en commandera 19 exemplaires numérotés ZZy 24221 à 24239. Elles seront renforcées de 2 autorails de type 17, les ZZy 24261 et 24262 avec le profil arrière effilé.
En 1933, le PLM mettra en service au dépôt de Grenoble ses 2 premières Michelines ZZR 1 et 2 qui, après des essais sur la ligne Lyon - Grenoble (trajet effectué en 1 h 5 min) et sur la ligne des Alpes, seront transférées le 20 septembre 1935 au dépôt de Besançon.

### Micheline type 20 à 22

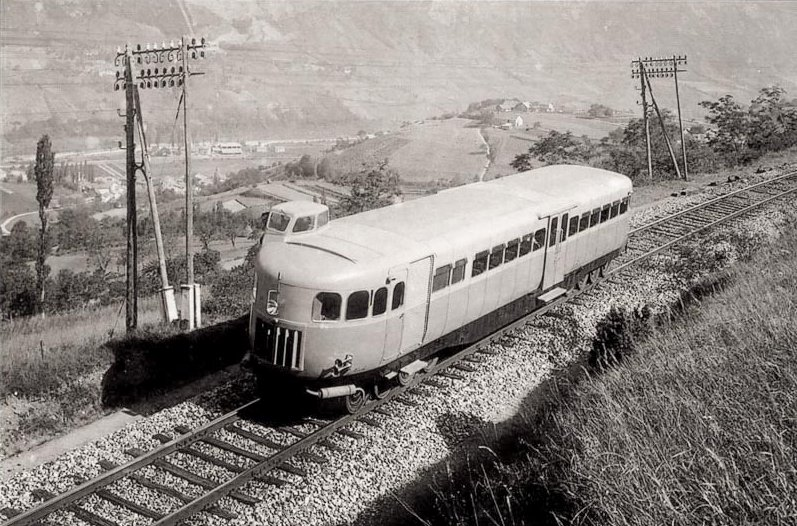
Micheline de type 21.

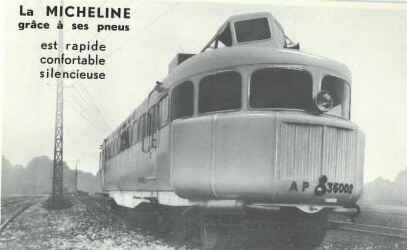
Micheline type 22 (carte postale, Clermont Auvergne Métropole, Bibliothèque du Patrimoine, GRA N 535).

En 1934, apparaît un modèle allongé de deux mètres offrant 56 places et équipé de deux bogies à quatre essieux. Ce modèle était jumelable, mais nécessitait deux conducteurs, seul le frein étant couplé grâce à une conduite générale à air comprimé (système Westinghouse). Entre 1934 et 1937, 51 exemplaires sont mis en service. Un 52e exemplaire, de type 22, est livré à la SNCF en 1949 : n'ayant pas pu être achevé par Michelin après les bombardements de ses usines durant la Seconde Guerre mondiale, celui-ci est terminé par Carel Fouché & Cie, sous-traitant depuis 1932.
L'État commande :
- deux type 20 en 1934 : les ZZy 24271 et 24272 ;
- treize type 21 en 1935 : les ZZy 24273 à 24287 ;
- sept type 22 en 1936 : les ZZ 24288 à 24295.

#### Autorail Dunlop-Fouga
En 1935, un autorail destiné au réseau PO-Midi fut présenté par Dunlop, concurrent de Michelin, et construit par les établissements Fouga, d'où le nom « Dunlop-Fouga ».
Ce prototype, qui n'eut pas de suite, avait deux bogies de quatre essieux dont les deux extrêmes avaient des roues métalliques classiques assurant le guidage sur le rail et les deux intermédiaires équipées de pneumatiques sans boudin assurant le portage.

### Micheline type 23

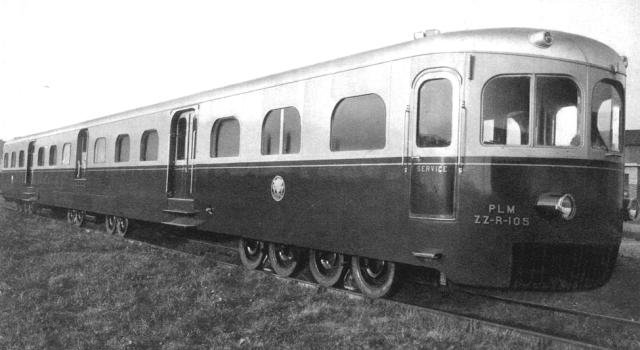
Micheline de type 23 à châssis articulé mais à caisse unique, 1936.

En avril 1936, Michelin présente un autorail de 96 places (dont 16 strapontins), le type 23, constitué d'une caisse unique, de 30,36 mètres de long, montée sur trois bogies de quatre essieux. Le moteur Panhard, un douze-cylindres en V de 400 ch, était placé sur le bogie central qui pouvait se déplacer transversalement, la caisse reposant sur les bogies porteurs d'extrémités. Il y avait une cabine de conduite à chaque extrémité. La vitesse maximale était de 135 km/h. Entre 1936 et 1938, l'État se porte acquéreur de dix exemplaires immatriculés ZZ 24241 à 24250, le PLM acquiert les ZZR 101 à 135 et le PO Midi commande les ZZEty 23681/23585. À la SNCF, une partie est transformée en remorque et les Michelines sont renumérotées XM 6101 à 6105. Ces engins ont circulé en France jusqu'en 1952.
Après la Seconde Guerre mondiale, ces engins encore récents ont tous été convertis en remorques : raccourcis et dotés de bogies "Diamond" provenant de wagons TP construits aux États-Unis durant la Première Guerre mondiale. Ces 23 remorques, XR 8801 à 8823, ont été transformées en 1953-54 et ont poursuivi leur carrière jusqu'au début des années 1970.

### Micheline articulée type 33

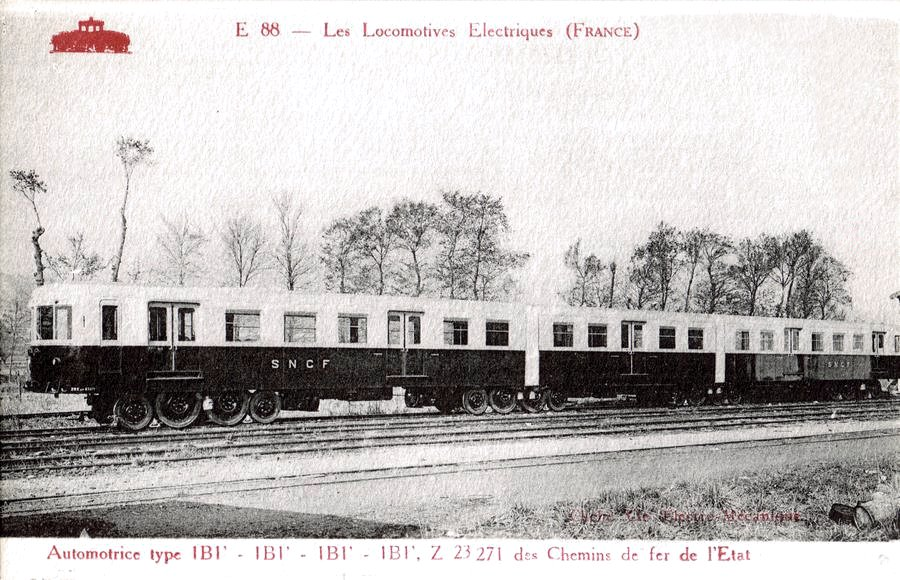
Micheline électrique de type 136 pour la banlieue Ouest de Paris (1939), alimentée à l'époque par troisième rail latéral.

En 1936, Michelin sort le type 33, une rame articulée de trois éléments sur quatre bogies, les deux bogies centraux étant motorisés chacun par un moteur Hispano-Suiza de 250 ch (184 kW) disposés dans l'élément central. Les caisses d'extrémité accueillent l'une, 48 passagers de première classe ; l'autre, 60 places de seconde. Un poste de conduite est implanté à chaque extrémité. La rame mesure 45,2 mètres.

## Utilisation
Ce type de matériel a circulé sur les lignes des anciennes compagnies françaises, puis de la SNCF pendant de nombreuses années. Des michelines, adaptées pour la voie étroite (Types 51 et 52), seront mises en service également dans des réseaux coloniaux en Afrique, en Indochine et à Madagascar.
Plusieurs michelines furent construites aux États-Unis par la compagnie Budd (célèbre pour son utilisation innovante de l'acier inoxydable).

## Préservation

### Madagascar
Concernant le Type 51, il reste deux exemplaires roulants à Madagascar, où un service de michelines touristiques est encore en exploitation (à Antananarivo et à Fianarantsoa, une troisième ne roule plus et se trouve en attente de décision à la suite d’un accident aux ateliers d'Antananarivo). 

### France

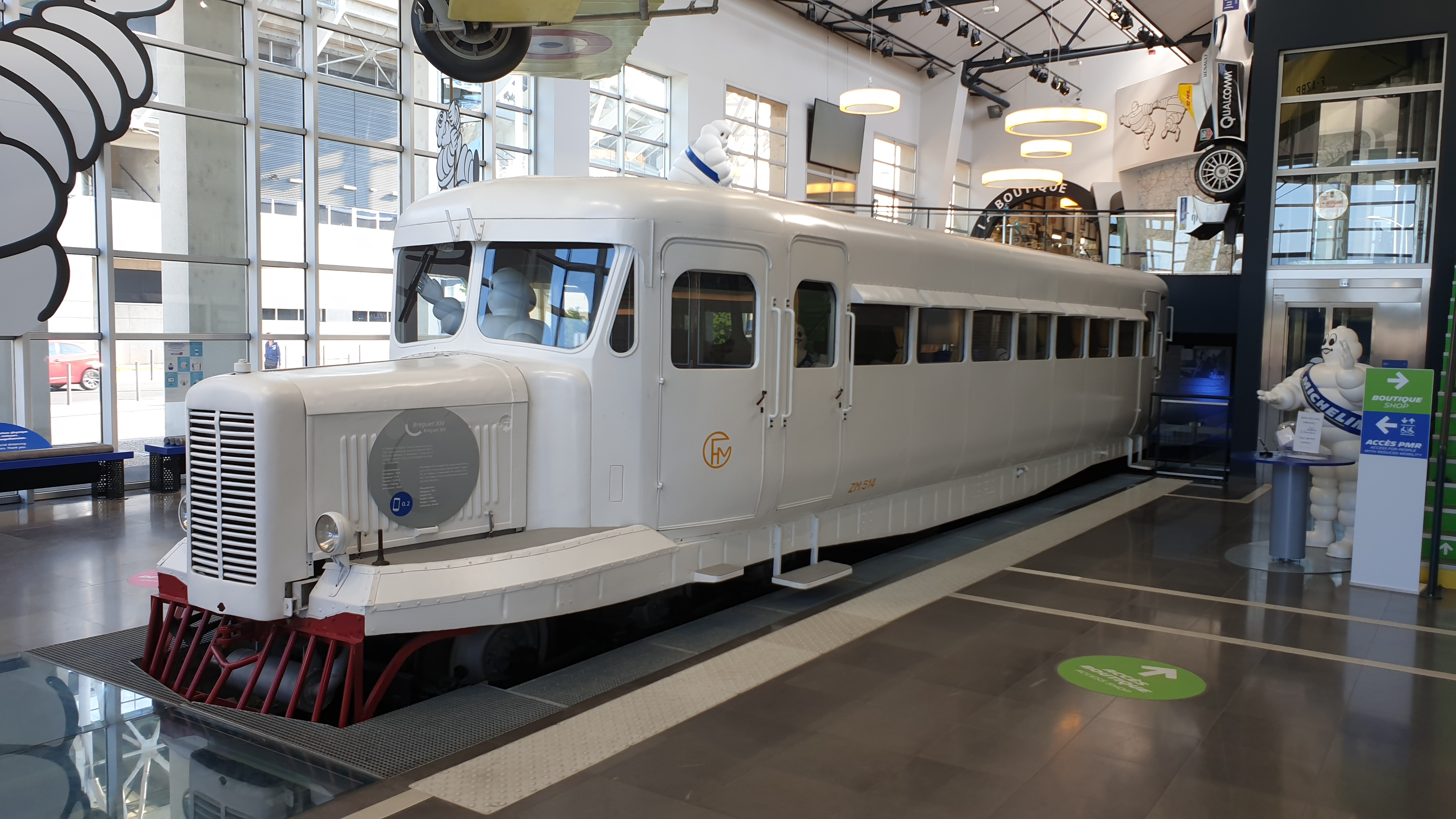
Micheline exposée dans le hall du musée L'Aventure Michelin.

Une micheline - type malgache - entièrement restaurée, est exposée de manière permanente au musée L'Aventure Michelin à Clermont-Ferrand,. Cet exemplaire a effectué par ailleurs quelques circulations touristiques à l'occasion notamment de la Fête de la Vapeur au Chemin de fer de la baie de Somme.
Un exemplaire de micheline type 22 à 56 places est exposé à la Cité du train de Mulhouse.

### Chine
Une micheline est exposée au musée du chemin de fer du Yunnan à Kunming en Chine.

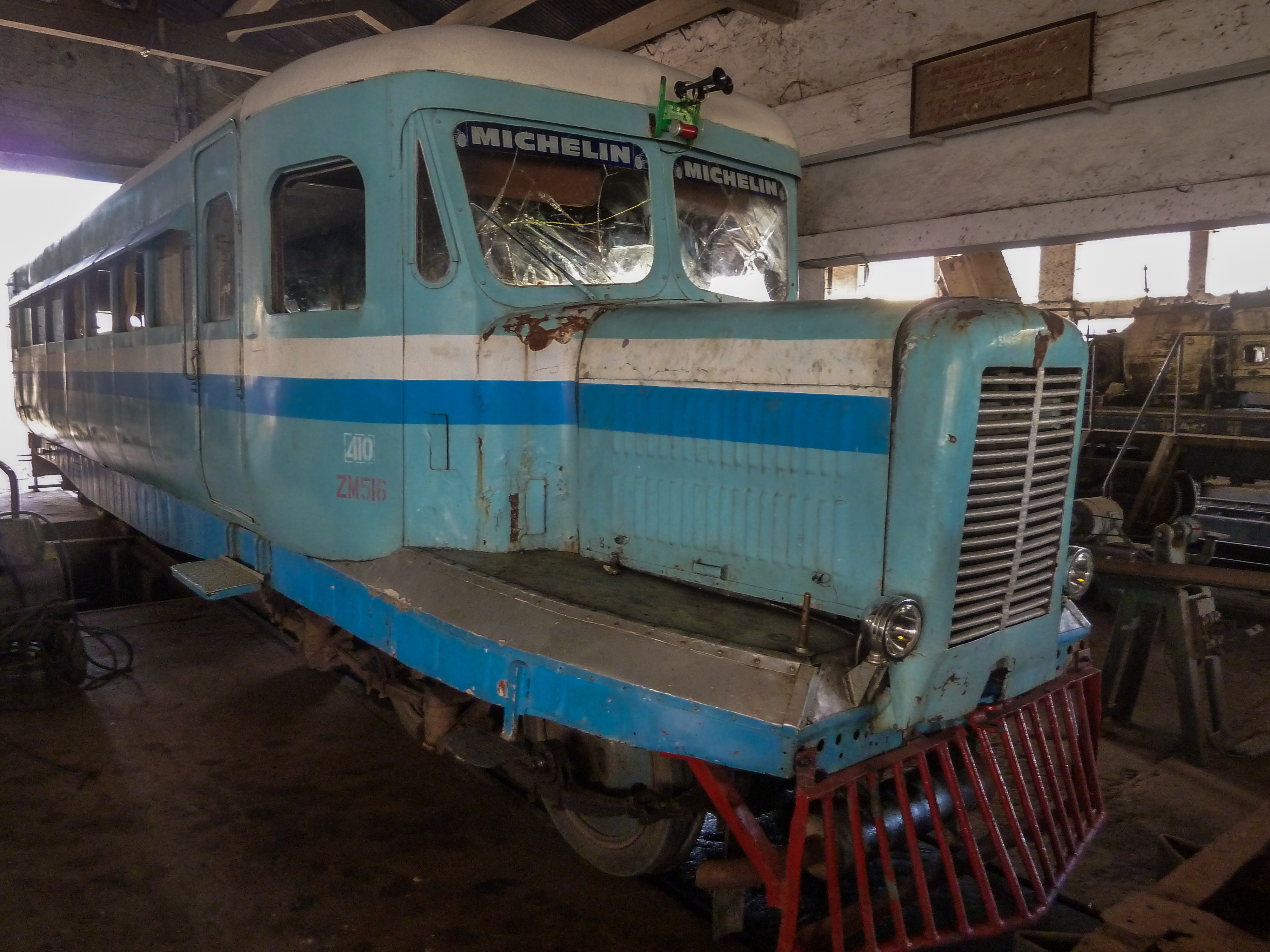
Micheline desservant la ville de Fianarantsoa à Madagascar.
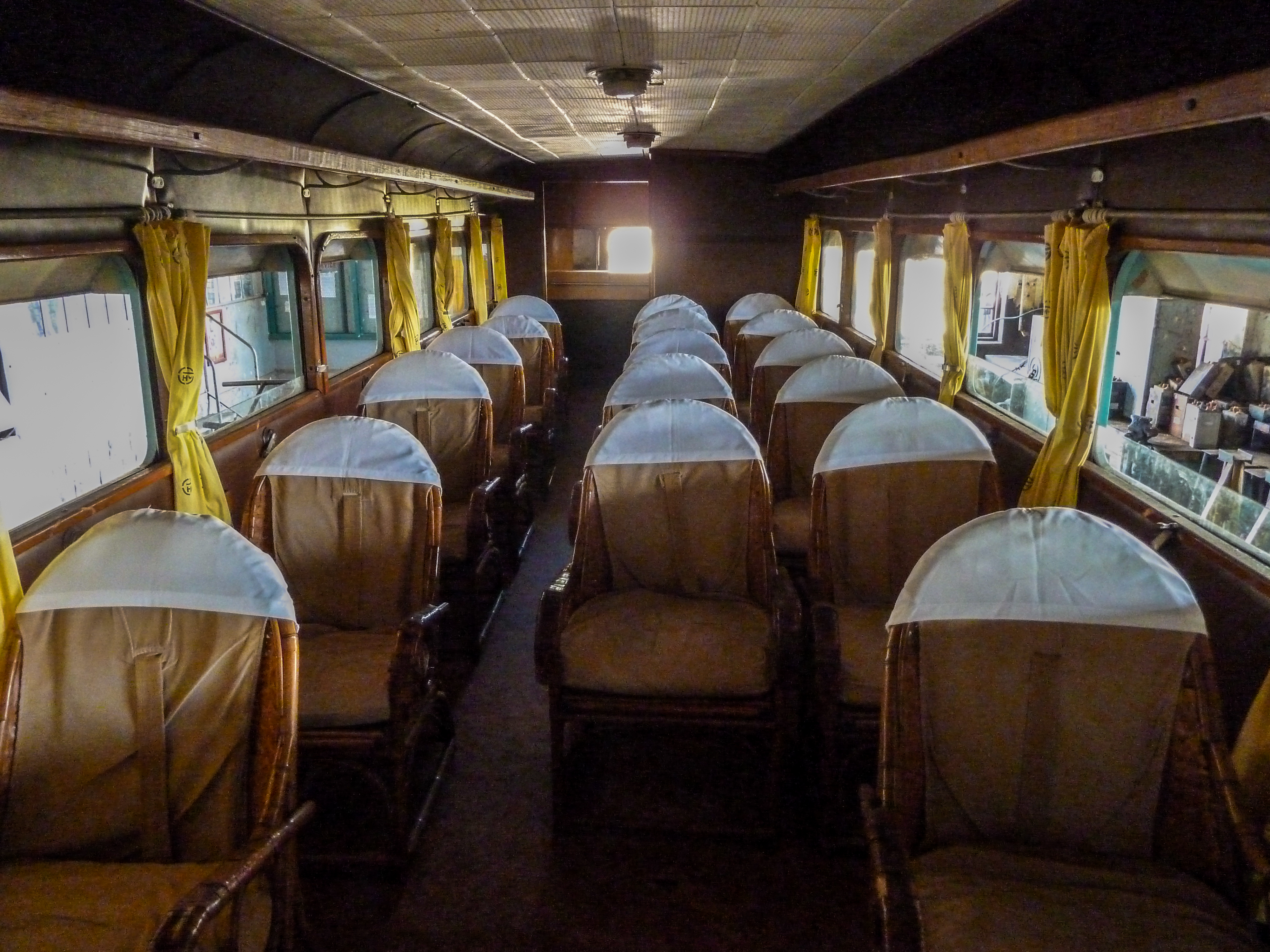
Vue intérieur.
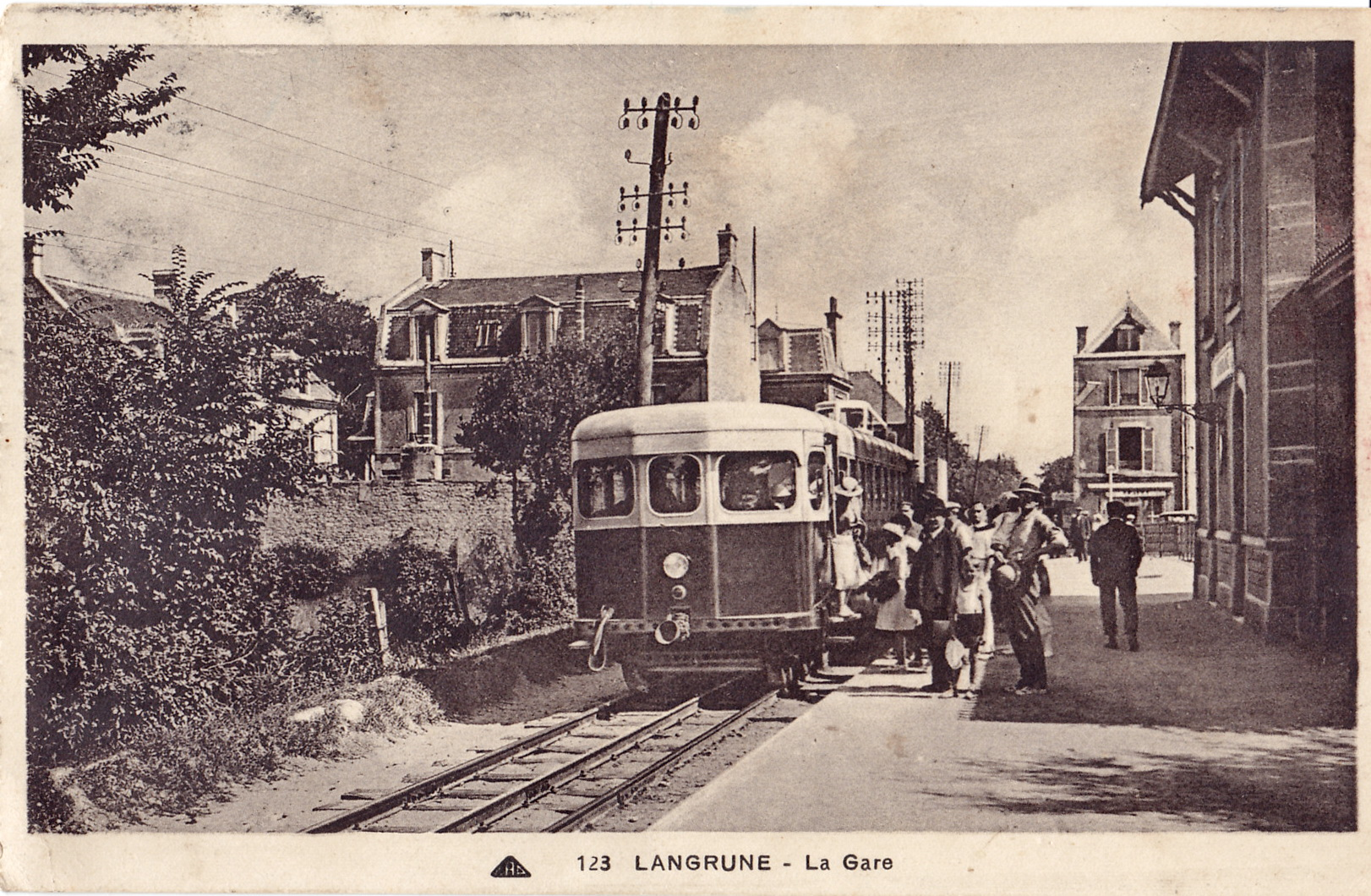
Micheline en gare de Langrune (Calvados) dans l'entre-deux-guerres.
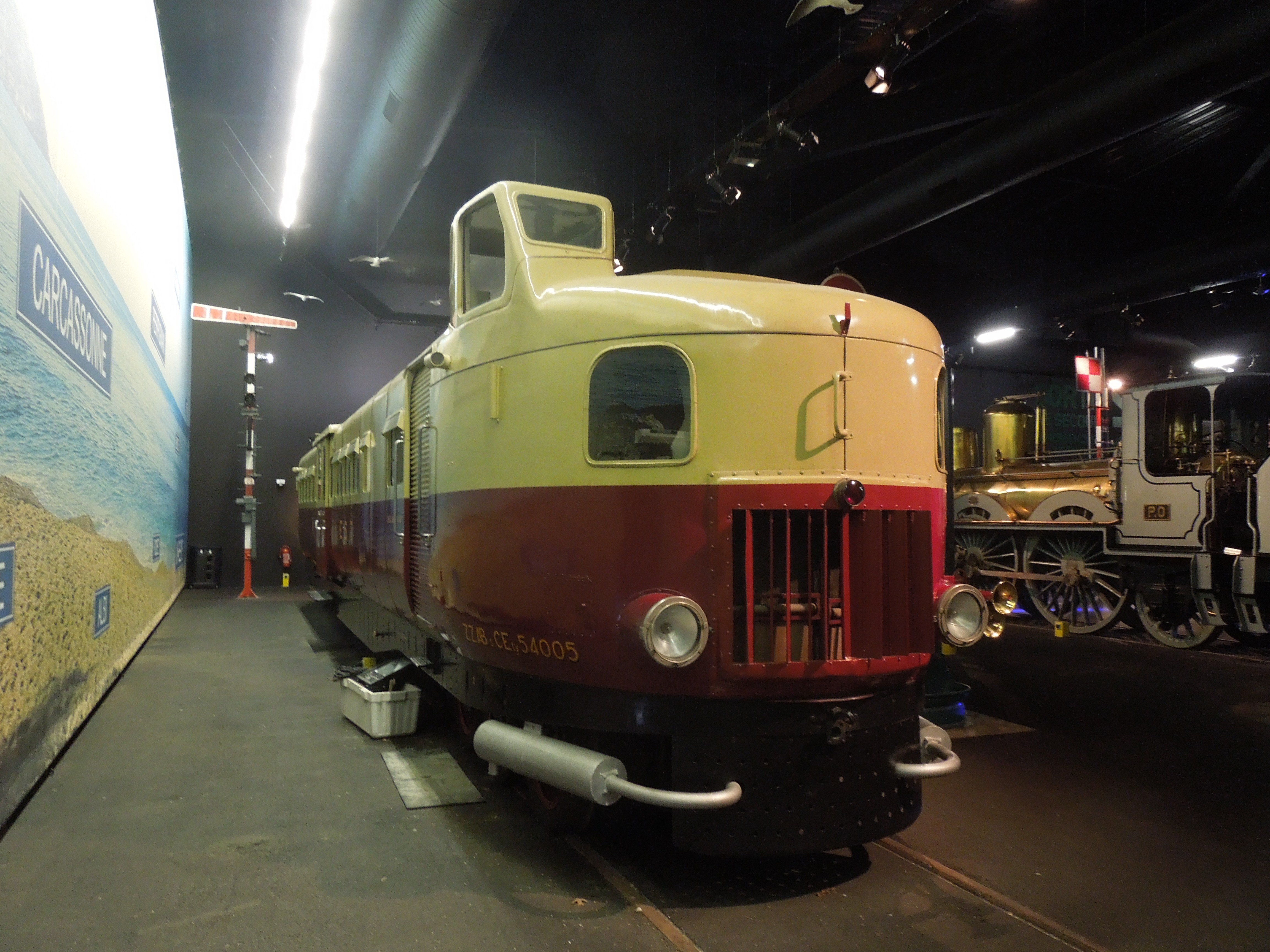
Micheline type 22 exposée à la Cité du train.
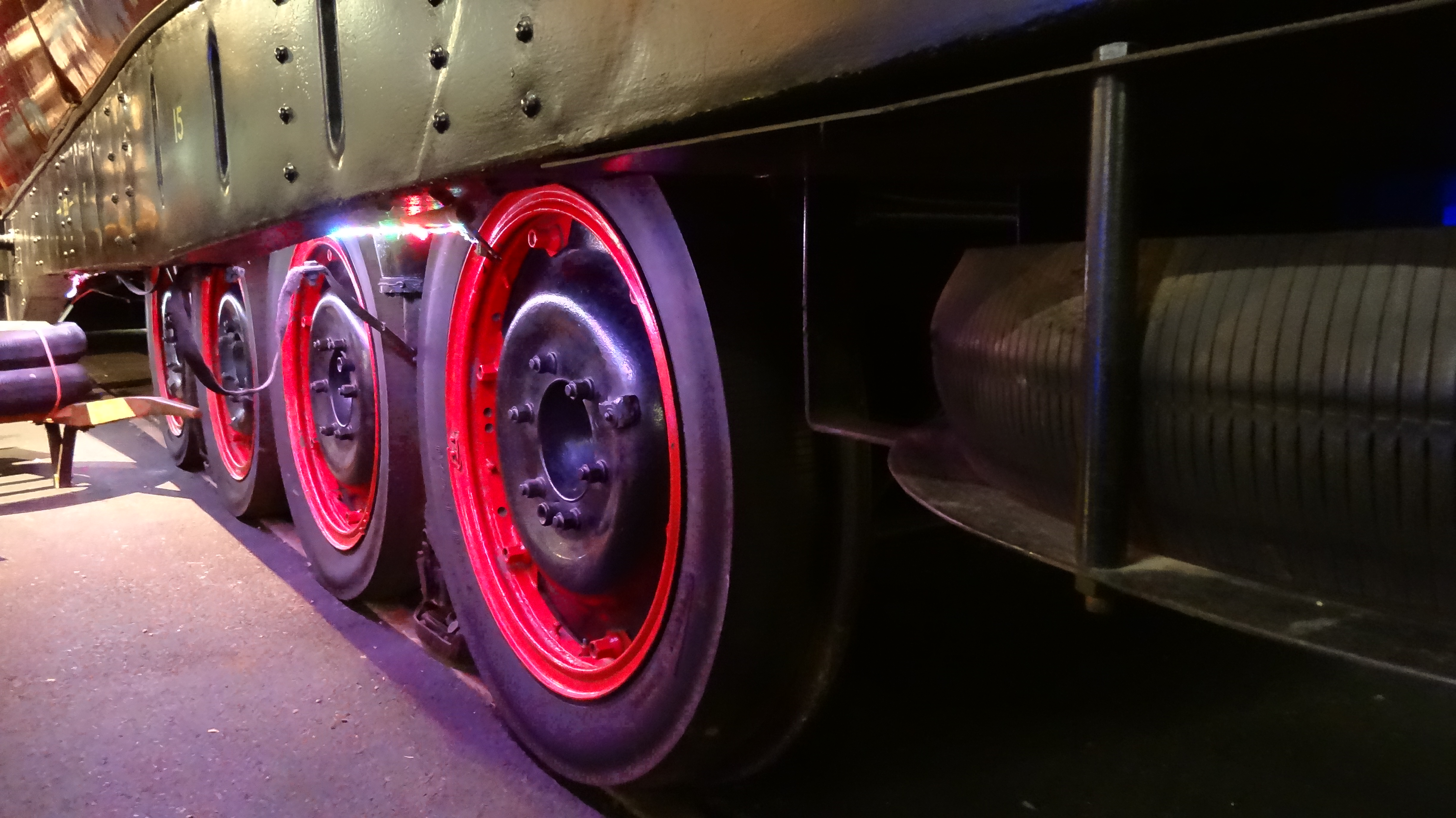
Vue d'un bogie pneu rail.
- Une micheline à Utrecht en 1932.
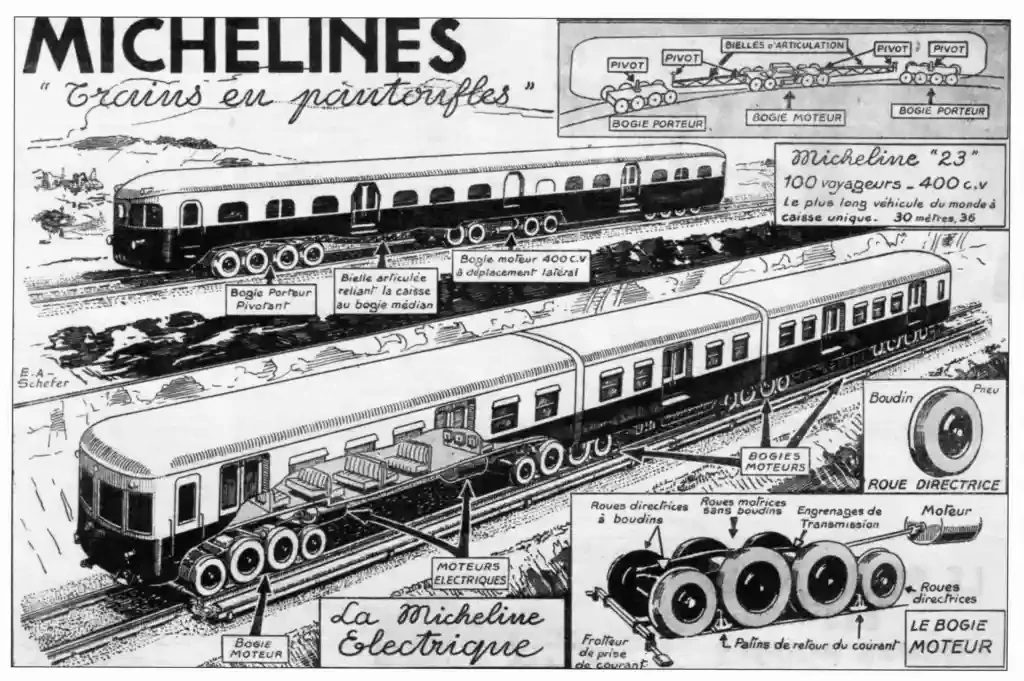
Affiche sur l'architecture mécanique détaillée des Michelines 23 et 136.

## Modélisme
Plusieurs Michelines ont fait l'objet de reproduction à l'échelle HO :
- Type 5 par les Éditions Atlas (modèle statique), n°2 de la collection « Michelines et Autorails ».
- Type 11
  - Reproduit en livrée EST par les Éditions Atlas (modèle statique), dans le cadre de la collection « Michelines et Autorails ».
  - Par la firme allemande Märklin.
- Type 20 de 56 places en livrée EST par les Éditions Atlas (modèle statique), n°5 de la collection « Michelines et Autorails ».
- Type 21/22 par l'artisan Locoset Loisir (Artmetal-LSL).
- Type 51 par les Éditions Atlas (modèle statique), n°6 de la collection « Michelines et Autorails ».
- Micheline 36 places en livrée ETAT par les Éditions Atlas (modèle statique), dans le cadre de la collection « Michelines et Autorails ».

## Sources, notes et références
1. ↑  Invention de la micheline - Trainduvivarais.org
2. ↑  Bathiat 2012, p. 97.
3. ↑  Bathiat 2012, p. 120.
4. ↑  « Une XR 8800 ex Micheline type 23 - (fiches techniques tirées du magazine Loco-Revue) - Forum du Zéro », sur www.leportailduzero.org, 30 juillet 2017 (consulté le 3 mai 2021).
5. ↑  En 1937, selon l'article de Labbé cité en bibliographie, les michelines y assuraient le service Tamatave-Antananarivo, soit 369 km parcourus en 9 heures, soit 44 km/h de vitesse commerciale, et les pneus avaient une durée de 20 000 km.
6. ↑  Club Micheline
7. ↑  L'Aventure Michelin : visite virtuelle
8. ↑  Un autre est à Fianarantsoa. (File:Fianarantsoa rail 14.JPG et File:Fianarantsoa rail 12.JPG)